# Schizaeaceae
Schizaeaceae är en familj av ormbunkar. Schizaeaceae ingår i ordningen Schizaeales, klassen Polypodiopsida, fylumet kärlväxter och riket Plantae. Enligt Catalogue of Life omfattar familjen Schizaeaceae 34 arter. 
Kladogram enligt Catalogue of Life:
| Schizaeaceae | \| \| Actinostachys \| \| \| \| \| \| Schizaea \| \| \| \| |
|              | \| \| Actinostachys \| \| \| \| \| \| Schizaea \| \| \| \| |
|              | Anemiaceae                                                 |
|              |                                                            |
|              | Lygodiaceae                                                |
|              |                                                            |
|              | Actinostachys                                              |
|              |                                                            |
|              | Schizaea                                                   |
|              |                                                            |

|  | Actinostachys |
|  |               |
|  | Schizaea      |
|  |               |

## Bildgalleri

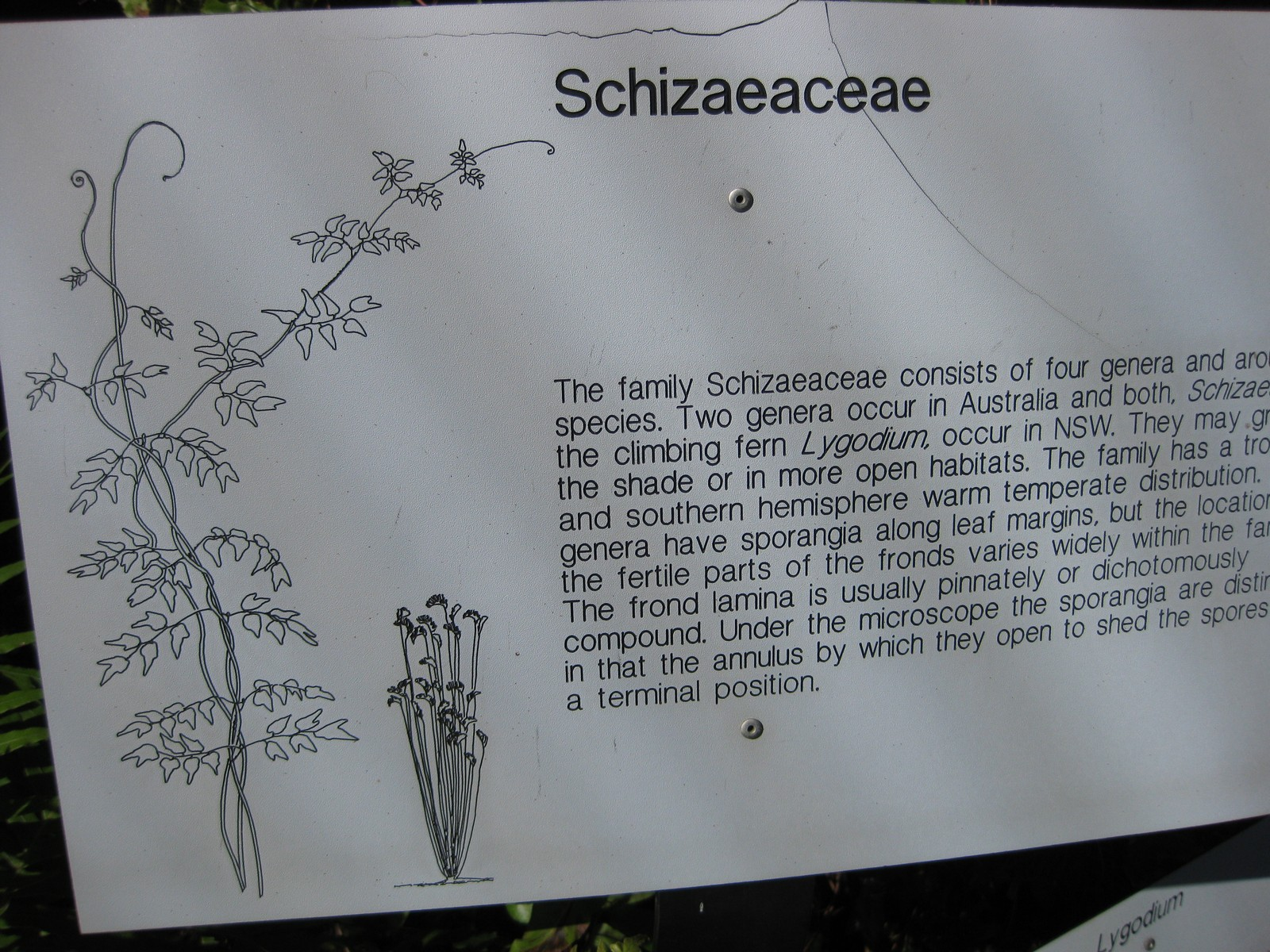